# 福岡家庭裁判所
福岡家庭裁判所（ふくおかかていさいばんしょ）は、福岡県福岡市にある日本の家庭裁判所の一つで、福岡県を管轄している。略称は、福岡家裁（ふくおかかさい）。飯塚市、直方市、久留米市、柳川市、大牟田市、八女市、小倉（北九州市小倉北区）、行橋市、田川市に支部を、甘木（朝倉市）に出張所を置いている。
福岡家庭裁判所の支部は福岡地方裁判所の支部に併設されている。また、支部・出張所には簡易裁判所が併設されている。

## 沿革
- 1949年（昭和24年）1月 設置[注釈 1]
- 1950年（昭和25年）6月 大手門1丁目7-1に移転
- 1975年（昭和50年）5月 地下1階地上5階の鉄筋コンクリート造に建替
- 2018年（平成30年）8月 六本松の現庁舎[注釈 2]に移転

## 所在地
- 本庁：福岡県福岡市中央区六本松  北緯33度35分21.6秒 東経130度22分59.5秒 / 北緯33.589333度 東経130.383194度
福岡市地下鉄七隈線六本松駅から徒歩2分
- 飯塚支部：福岡県飯塚市新立岩10-29　北緯33度38分50秒 東経130度41分23.3秒 / 北緯33.64722度 東経130.689806度
JR筑豊線, 後藤寺線 新飯塚駅から徒歩7分
- 直方支部：福岡県直方市丸山町1-4　北緯33度44分6.9秒 東経130度43分30.9秒 / 北緯33.735250度 東経130.725250度
平成筑豊鉄道伊田線 南直方御殿口駅から徒歩7分
- 久留米支部：福岡県久留米市篠山町21　北緯33度19分9.9秒 東経130度30分40.1秒 / 北緯33.319417度 東経130.511139度
西鉄バス｢市役所前｣から徒歩2分
- 柳川支部：福岡県柳川市本町4　北緯33度9分55.4秒 東経130度24分26.4秒 / 北緯33.165389度 東経130.407333度
西鉄バス｢辻町｣から徒歩1分
- 大牟田支部：福岡県大牟田市白金町101　北緯33度1分19.3秒 東経130度26分12.8秒 / 北緯33.022028度 東経130.436889度
JR鹿児島線, 西日本鉄道天神大牟田線 大牟田駅南方向へ徒歩15分
- 八女支部：福岡県八女市本町537-4　北緯33度12分38.7秒 東経130度33分20秒 / 北緯33.210750度 東経130.55556度
堀川バス｢八女学院校前｣から徒歩5分
- 小倉支部：福岡県北九州市小倉北区金田1丁目4-1　北緯33度52分43.5秒 東経130度51分55.9秒 / 北緯33.878750度 東経130.865528度
西鉄バス1番系統｢金田2丁目｣から徒歩5分
- 行橋支部：福岡県行橋市行事1丁目8-23　北緯33度44分8.3秒 東経130度58分41.9秒 / 北緯33.735639度 東経130.978306度
西鉄バス｢裁判所通り｣から徒歩4分
- 田川支部：福岡県田川市千代町1-5　北緯33度38分15.4秒 東経130度48分19.8秒 / 北緯33.637611度 東経130.805500度
西鉄バス｢市役所前｣から徒歩3分
- 甘木出張所：福岡県朝倉市菩提寺571  北緯33度25分10.1秒 東経130度39分50.8秒 / 北緯33.419472度 東経130.664111度
西鉄バス｢甘木バスセンター｣から徒歩10分

## 管轄
- 本庁
  - 福岡市、筑紫野市、春日市、大野城市、宗像市、太宰府市、古賀市、福津市、糸島市、那珂川市、糟屋郡宇美町、篠栗町、志免町、須恵町、新宮町、久山町、粕屋町
- 飯塚支部
  - 飯塚市、嘉麻市、嘉穂郡桂川町
- 直方支部
  - 直方市、宮若市、鞍手郡小竹町、鞍手町
- 久留米支部
  - 久留米市、小郡市、うきは市、三井郡大刀洗町
- 柳川支部
  - 柳川市、大川市、三潴郡大木町、みやま市（瀬高町、山川町）
- 大牟田支部
  - 大牟田市、みやま市（高田町）
- 八女支部
  - 八女市、筑後市、八女郡広川町
- 小倉支部
  - 北九州市、中間市、遠賀郡芦屋町、水巻町、岡垣町、遠賀町
- 行橋支部
  - 行橋市、豊前市、京都郡苅田町、みやこ町、築上郡吉富町、上毛町、築上町
- 田川支部
  - 田川市、田川郡香春町、添田町、糸田町、川崎町、大任町、赤村、福智町
- 甘木出張所
  - 朝倉市、朝倉郡筑前町、東峰村

※ただし、直方・田川の各支部の合議事件・少年事件は飯塚支部で、柳川・大牟田・八女の各支部の合議事件・少年事件は久留米支部で、行橋支部管内の合議事件・少年事件は小倉支部で、それぞれ取り扱う。

※甘木出張所は家事事件の受付および出張家事審判・出張家事調停のみ行い、その他の事務は本庁が扱う。

## 歴代所長
- 八束和廣（2002年3月 - 2003年3月 横浜家庭裁判所所長）
- 宮良允通（2003年3月 - 2004年7月 定年退官）
- 湯地紘一郎（2004年7月 - 2007年5月 定年退官）
- 濱﨑裕（2007年5月 - 2010年3月 依願退官）
- 榎下義康（2010年3月 - 2013年7月 定年退官）
- 木村元昭（2013年7月 - 2015年9月 福岡地方裁判所長）
- 永松健幹（2015年9月 - 2016年11月 福岡地方裁判所長）
- 白石哲（2016年11月 - 2018年1月 福岡地方裁判所長）
- 岸和田羊一（2018年1月 - 2020年1月 定年退官）
- 野島秀夫（2020年1月 - ）